# Regnbågsallians Svenskfinland
Regnbågsallians Svenskfinland rf (tidigare Regnbågsankan) är en finländsk förening som är paraplyorganisation till Finlands svenskspråkiga HBTQ-verksamhet. Föreningen bytte till sitt nuvarande namn i augusti 2021. Föreningen registrerades år 2004 och dess hemort är Helsingfors. Regnbågsallians är en medlemsorganisation av Seta.
Föreningen erbjuder utbildning om HBTQ-frågor till skolor, föreningar och företag, och ordnar årligen evenemanget Regnbågshelgen.

## Guldankan
Regnbågsallians delar ut utmärkelsen Guldankan till en person eller en organisation som har gjort en insats för HBTQ-gemenskapen i Svenskfinland. Guldankan har delats ut sedan år 2007. 

### Mottagare av Guldankan
- 2016 Ted Urho[6]
- 2017 Oscar Ohlis[7]
- 2018 Nicole Stambej och Tobias Larsson[8]
- 2019 Adam Guarnieri[9]
- 2020 Tanja von Knorring[10]
- 2021 Rita Paqvalén[11]
- 2022 Julina Rosendal och Jessica Söder, initiativtagare till Närpes Pride[12]
- 2023 Queerpodden[13]